# Castilleja pringlei
Castilleja pringlei är en snyltrotsväxtart som beskrevs av Merritt Lyndon Fernald. Castilleja pringlei ingår i släktet målarborstar, och familjen snyltrotsväxter. Inga underarter finns listade i Catalogue of Life.